# 奥利利机场
奥利利机场（印尼语：Bandar Udara Olilit）是服务于印度尼西亚城镇萨温拉基的一座机场，位于马鲁古省西东南马鲁古县延德纳岛东南部的小半岛上，距离萨温拉基城镇2千米。机场跑道长1836米，宽44米。由于机场非常靠近城镇，2014年启用了位于萨温拉基以北20千米的马蒂尔达·巴特拉耶里机场。此机场现已弃用。